# Dvärgbladskärare
Dvärgbladskärare (Phylloporia bistrigella) är en fjärilsart som beskrevs av Adrian Hardy Haworth 1829. Dvärgbladskärare ingår i släktet Phylloporia och familjen bladskärarmalar. Arten är reproducerande i Sverige. Inga underarter finns listade i Catalogue of Life.

## Bildgalleri

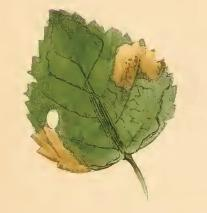
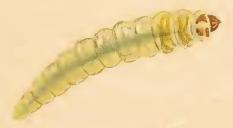
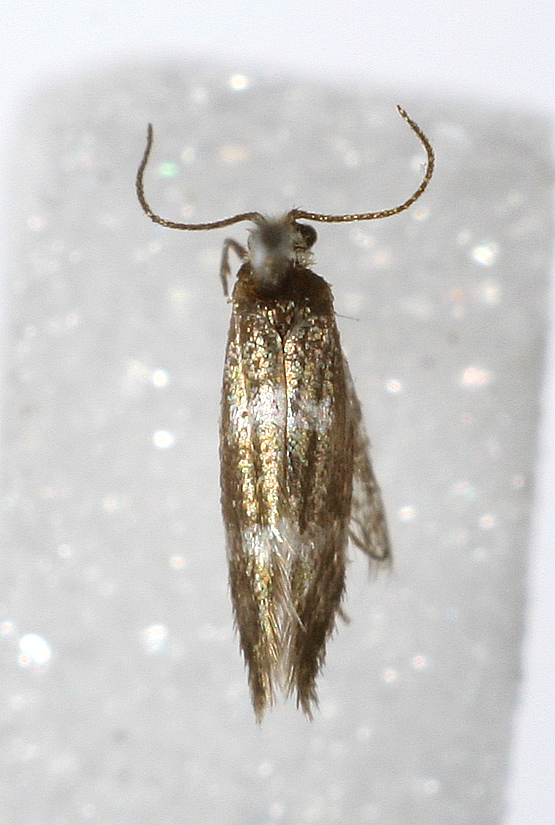
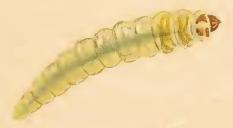